# Simfonia núm. 6 (Nielsen)
La Simfonia núm. 6 Sinfonia semplice (sense número d'opus), CNW 30-FS 116, va ser composta per Carl Nielsen entre 1924 i 1925. El primer moviment va ser estrenat a Estocolm l'1 de novembre de 1925 per la Kungliga Musikaliska Akademien dirigida pel mateix compositor. La primera actuació pública completa va ser l'11 de desembre de 1925 al	palau Odd Fellows de Copenhaguen amb l'Orquestra Reial Danesa també dirigida per Nielsen.

## Origen i context
Entre 1924 i 1925, quan ja rondava els seixanta anys, Carl Nielsen va escriure la seva Sisena Simfonia. Feia poc temps que la seva salut s’havia vist seriosament afectada: l’any 1922 se li havia diagnosticat una angina de pit, i a partir d’aleshores es va veure obligat a reduir el ritme de treball. Seguint indicacions mèdiques, Nielsen va haver de descansar llargues temporades, deixar de fumar i passar estades en centres de salut per recuperar-se. Aquest nou context vital, marcat per la fragilitat física, va influir profundament en el caràcter de la seva música.
Entre 1922 i 1924, Nielsen s'havia centrat sobretot en la composició de música vocal i en la seva col·laboració amb el cançoner escolar Danmark. Tot i els problemes de salut, l’estiu de 1924 va marcar un punt d’inflexió. Durant les vacances a la seva casa de Skagen, va recuperar forces i ànims; fins i tot va aprendre a conduir, un gest de vitalitat malgrat la malaltia. Aquella renovació personal el va impulsar a reprendre la composició amb ambició.
Va començar a treballar l'agost de 1924 en el que seria la seva última simfonia. Era la seva primera gran obra des de la Cinquena Simfonia i el Quintet de vent. Nielsen es va decantar per recuperar l’estructura simfònica més tradicional, amb quatre moviments separats, i durant unes quantes setmanes va mostrar una certa seguretat sobre el rumb que havia de seguir. En una carta adreçada a una de les seves filles, explicava la concepció inicial de l’obra amb aquestes paraules: «Es tracta d’una nova simfonia de caràcter plenament idíl·lic, és a dir, allunyada de les modes del moment, però concebuda amb una dedicació fervent i genuïna, a l’estil dels antics mestres a cappella, si bé utilitzant els recursos expressius del nostre temps.» A finals d'octubre va escriure al seu amic Carl Johan Michaelsen: «Avanço bé amb la meva nova simfonia; pel que puc veure, tindrà en general un caràcter diferent de les anteriors: més amable, més fluida, o com ho hauria de dir... però millor no dir-ne res encara, perquè no sé quines corrents poden sorgir durant la travessia.» Va acabar el primer moviment el 20 de novembre.
El 28 de gener de 1925, Carl Nielsen informava el seu gendre Emil Telmányi que havia enllestit el segon moviment, una humoresque. Després, va fer una aturada en la feina —amb un viatge que combinava actuacions i repòs durant el març, incloent-hi una estada a la Costa Blava amb la seva dona, on va tenir ocasió de conèixer Arnold Schönberg. «Em cau bé, i potser la simpatia és mútua. És molt interessant parlar-hi: és intel·ligent i infantil alhora —una combinació ben estimulant.» Més endavant, el 18 d’abril, escrivia de nou a Telmányi anunciant que el tercer moviment ja estava acabat.
Mentre havia estat a Copenhaguen, Nielsen havia compost el tercer moviment, que va donar per acabat el 18 d’abril. Tot seguit, va interrompre la feina amb la simfonia per dedicar-se a compondre la música incidental d’Ebbe Skammelsen, una peça teatral inspirada en una balada medieval danesa, prevista per a una representació a l’aire lliure als boscos del nord de Copenhaguen. Aquesta peça la va completar immediatament abans del seu seixantè aniversari el 9 juny.
El 60è aniversari de Nielsen es va commemorar des del matí fins ben entrada la nit, amb un concert als Jardins de Tívoli, entre moltes altres celebracions. Cap a finals de juliol, a Damgaard, va tractar de continuar treballant en la simfonia, però ben aviat va trobar obstacles. El 25 d’agost li va escriure a la seva esposa: «La simfonia no em funciona gens. Espero trobar l’impuls i la força en algun lloc. Ara mateix em sento més inclinat a ocupar-me de qüestions pràctiques. Però provaré una altra vegada i seguiré intentant-ho fins que trobi una manera. La música és una cosa ben estranya.»
El moviment final porta com a data de finalització el 5 de desembre de 1925. En aquell moment ningú ja no la considerava «suau i amable», atesa la ironia mordent del segon moviment i la seriositat profunda del tercer. Nielsen n’era conscient i va procurar matisar aquesta imatge en una entrevista publicada el mateix dia de l’estrena: «A la meva nova simfonia hi ha un fragment per a petits instruments de percussió —triangle, glockenspiel i tambor lateral— que discuteixen, cadascun mantenint els seus gustos i inclinacions. Els temps estan canviant. On va la música? Què és permanent? No ho sabem! Aquesta idea es troba en la meva petita Humoresque, que és el segon moviment de la simfonia, i a l’últim, un tema amb variacions, on tot és alegre. Al primer i tercer moviment hi ha qüestions més serioses i problemàtiques, però en conjunt he intentat fer la simfonia tan viva i alegre com sigui possible.»
Després d’un retard, l’estrena es va celebrar sis dies més tard, l’11 de desembre al palau Odd Fellows de Copenhaguen. El concert va ser la cloenda pública de les celebracions pel seixantè aniversari de Nielsen, una efemèride que havia tingut força repercussió. El mateix compositor es posà al capdavant de l’Orquestra Reial Danesa per dirigir una vetllada que també incloïa Saga-Drøm, Pan og Syrinx, la “Marxa oriental” d’Aladdin i el Concert per a violí, amb Telmányi com a solista.

## Recepció
Nielsen l'havia anomenat Sinfonia semplice (Simfonia simple). Tant el públic com la crítica van quedar una mica desconcertats, com ho mostra la ressenya amb equilibri diplomàtic publicada pel crític Hugo Seligmann a Politiken, un dels principals diaris danesos: «És una obra del més jove dels compositors danesos, del més atrevit de tots, d’un modernista en estat pur... Però, malgrat tots els experiments, sempre sostinguda i en harmonia amb els trets distintius de la seva personalitat: el sentiment musical pur i bell, la inspiració sobtada i la vitalitat plena de saba del seu humor danès autèntic.»
Durant força temps, la valoració més estesa sobre l’última simfonia de Carl Nielsen fou la que en va fer el biògraf Torben Meyer, qui la considerava «la més fluixa del conjunt simfònic del compositor». Malgrat que la premsa en general va rebre l’obra amb comentaris positius, moltes de les crítiques aparegudes arran de l’estrena van expressar dubtes i reserves. Gunnar Hauch signà la crítica més contundent a Nationaltidende, qualificant la simfonia de l’obra més enrevessada, estrafolària, o potser simplement obstinada de Nielsen, a qui retreu un excés d’egocentrisme i la pèrdua del caràcter obert i comunicatiu que havia sabut encisar en el passat. En una crítica anònima publicada a Kristeligt Dagblad criticava que la simfonia no mostrés la cohesió de les anteriors, tot apuntant que la humoresque semblava una inserció aliena al conjunt.
Tanmateix, s’imposava un consens entre els crítics: Carl Nielsen, tot i la seva edat, demostrava una sorprenent joventut interior i una empenta artística intacta. William Behrend a Berlingske Tidende i Hugo Seligmann a Politiken varen fer les crítiques més favorables. Behrend es mostrà completament entusiasmat i subratllà l’originalitat en el tractament orquestral. Seligmann, per la seva banda, en destacà l’ús insòlit i proper a la música de cambra de l’orquestra, tot i descriure la simfonia com una obra peculiar i gens fàcil d’assimilar. Anomenà Nielsen el modernista radical, però el lloà pel seu sentit musical pur i bell i pel seu veritable humor danès. Seligmann en la seva crítica feia una comparació de l’humoresque amb la música d’Ígor Stravinski, que feia poc havia presentat obres a Copenhaguen.
Ha estat la menys interpretada de les sis simfonies. Potser el mateix Nielsen va tenir dubtes, almenys més endavant. La Sisena va ser l’única de les seves simfonies que no es va publicar en vida, sinó que ho va fer per primera vegada el 1937. Quan el 1927 es va presentar l’oportunitat d’incloure una simfonia de Nielsen al festival ISCM de Frankfurt am Main, qui la va dirigir va ser Wilhelm Furtwängler, però no la Sisena, sinó la Cinquena. Nielsen no va tornar a dirigir la Sisena simfonia mai més. En canvi, va tornar a centrar-se en la seva primera simfonia, que va dirigir en diverses ocasions a Dinamarca i Suècia entre 1927 i 1929.
De les actuacions immediatament posteriors, consta la seva execució a Göteborg el 3 de febrer de 1926, dirigida per Emil Telmányi, i la que tingué lloc als jardins del Tívoli de Copenhaguen el 18 de juny de 1927, sota la direcció de Frederik Schnedler-Petersen. La primera interpretació a càrrec de la Radiodifusió Danesa arribaria el 1937, ja cinc anys després de la mort de Nielsen, amb Fritz Busch al podi.

## Instrumentació
- 2 flautes, la primera doblant amb flautí
- 2 oboès
- 2 clarinets en la (més endavnt en si bemoll)
- 2 fagots
- 4 trompes en fa
- 2 trompetes en fa
- 3 trombons (2 tenors, 1 baix)
- Tuba
- Timbales
- Glockenspiel
- Xilòfon
- Triangle
- Plats
- Caixa
- Bombo
- Cordes

## Estructura
Consta de quatre moviments:
1. Tempo giusto
2. Humoreske: Allegretto
3. Proposta seria: Adagio
4. Tema con variazioni: Allegro

## Música
Segons Michael Steinberg, la Sisena és la simfonia la «més enigmàtica i íntima de Nielsen, la més divertida, la més fosca i la més commovedora». Nielsen volia que la seva Sisena fos una simfonia simple i idíl·lica, però la seva vida i el declivi de la salut el van portar per un altre camí. El resultat no és una obra tràgica, sinó una simfonia emocionalment ambigua i complexa, fascinant per la seva profunditat i intensitat vital.
Segons Robert Simpson, gran coneixedor de l’obra de Nielsen, asegura que aquesta obra pot ser parcialment autobiogràfica; el compositor acabava d'experimentar un gran èxit amb la seva Cinquena simfonia, però també havia patit una sèrie d'⁣infarts. Havia d'escriure diverses obres més, però en els sis anys restants de la seva vida, l'atmosfera de les seves obres va començar a canviar.
Com passa amb moltes altres obres de Nielsen des de la seva primera simfonia, aquesta utilitza la "tonalitat progressiva", no només començant en una tonalitat (sol major) i acabant en una altra (si bemoll), sinó que el canvi forma part del dramatisme de l'obra.

### Primer moviment
El repic d'un glockenspiel obre la simfonia, seguida d'una melodia en octaves tocada pels violins. El segueixen al seu torn figures actives i molt característiques als vents.
Igual que a la Cinquena Simfonia, hi ha una insinuació primerenca de la clau si bemoll en què la simfonia acabarà tancant, ja que la resposta del vent colpeja aquest si bemoll com una nota activa i desactivada en un passatge en sol major. L'estat d'ànim de l'obertura dona pas al malestar fugaç i, finalment, a dos esclats caòtics i inquietants (Simpson creu que reflecteixen els atacs cardíacs de Nielsen, en certa manera, encara que no afirma que la peça sigui programàtica), abans de tornar a calmar-se, a un tancament poc marcat però inquiet en la bemoll.

### Segon moviment
L'Humoreske és només per a vents i percussió. A les notes que Nielsen va escriure per a l'estrena de la simfonia, deia que el vent i la percussió en el moviment "es barallen, cadascú seguint els seus gustos i inclinacions"; Nielsen va comparar això amb el món musical de l'època.

### Tercer moviment
Proposta seria. En paraules de Simpson, diversos passatges en aquest moviment semblen girar entorn com serps que perseguissin les seves cues perdudes.

### Finale
Fanfàrria, tema i variacions, fanfàrria-repetició i coda, sobre un tema força inestable en si bemoll. La novena variació, just abans de la repetició de la fanfàrria i la coda, té un so i un efecte com el de l'Humoreske. — Simpson ho compara amb un esquelet somrient; com en molts conjunts de variacions, va precedida d'una variació de tonalitat menor (una variació del menor paral·lel), però tan prolongada que quan arriba la seva última cadència menor és difícil d'entendre com una variació sencera. El crític Robert Layton ho ha descrit com un lament.
L'última nota de la peça és un si bemoll baix sostingut tocat amb força en dos fagots.